# Kościół Matki Bożej Częstochowskiej w Czachowie
Kościół Matki Bożej Częstochowskiej w Czachowie – katolicki kościół parafialny zlokalizowany we wsi Czachów w gminie Cedynia, w powiecie gryfińskim (województwo zachodniopomorskie).

## Historia i architektura
Kościół powstał w 2. połowie XIII wieku, najstarsza wzmianka źródłowa na temat jego proboszcza pochodzi z roku 1335. Murowany z ciosanych bloków kamiennych, jest budowlą salową na planie prostokąta o wymiarach 12,25 × 8,6 m, bez wyodrębnionego prezbiterium. Nakryty jest dwupołaciowym dachem. Od strony wschodniej kościół zamyka duża absyda, dostawiona w XVI wieku. W XIX wieku od strony zachodniej dobudowano czworoboczną, drewnianą wieżę, nakrytą ostrosłupowym dachem z krzyżem i wyposażoną w okna dźwiękowe. Przypuszczalnie wtedy też nad wejściem na wysokości dachu domurowany został kontrastujący z kamienną bryłą budowli fragment z cegieł. Przeciwległą do wieży stronę kalenicy zamyka sygnaturka.
W ścianie południowej widoczne są dwa oryginalne, zamurowane portale wejściowe. Obecny portal wejściowy od strony zachodniej jest późniejszy, wykonany w stylu neoromańskim. Wszystkie okna kościelne, zamknięte łukami odcinkowymi, zostały powiększone. Wnętrze świątyni nakryte jest drewnianym stropem. Nad wejściem znajduje się drewniana empora chórowa z organami.
Po II wojnie światowej kościół został rekonsekrowany jako świątynia katolicka w dniu 2 czerwca 1946 roku.
Wewnątrz kościoła, w korpusie i w absydzie, znajduje się bogaty zespół XIV-wiecznych malowideł ściennych, odkrytych przez konserwatora Stefana Wójcika. Przedstawiają one m.in. postaci ludzkie, diabły, rycerzy, orły, 64-polową szachownicę. Malowidła te nie wykazują wewnętrznego powiązania ze sobą, a ich znaczenie symboliczne jest niejasne.

## Polichromie wewnątrz kościoła

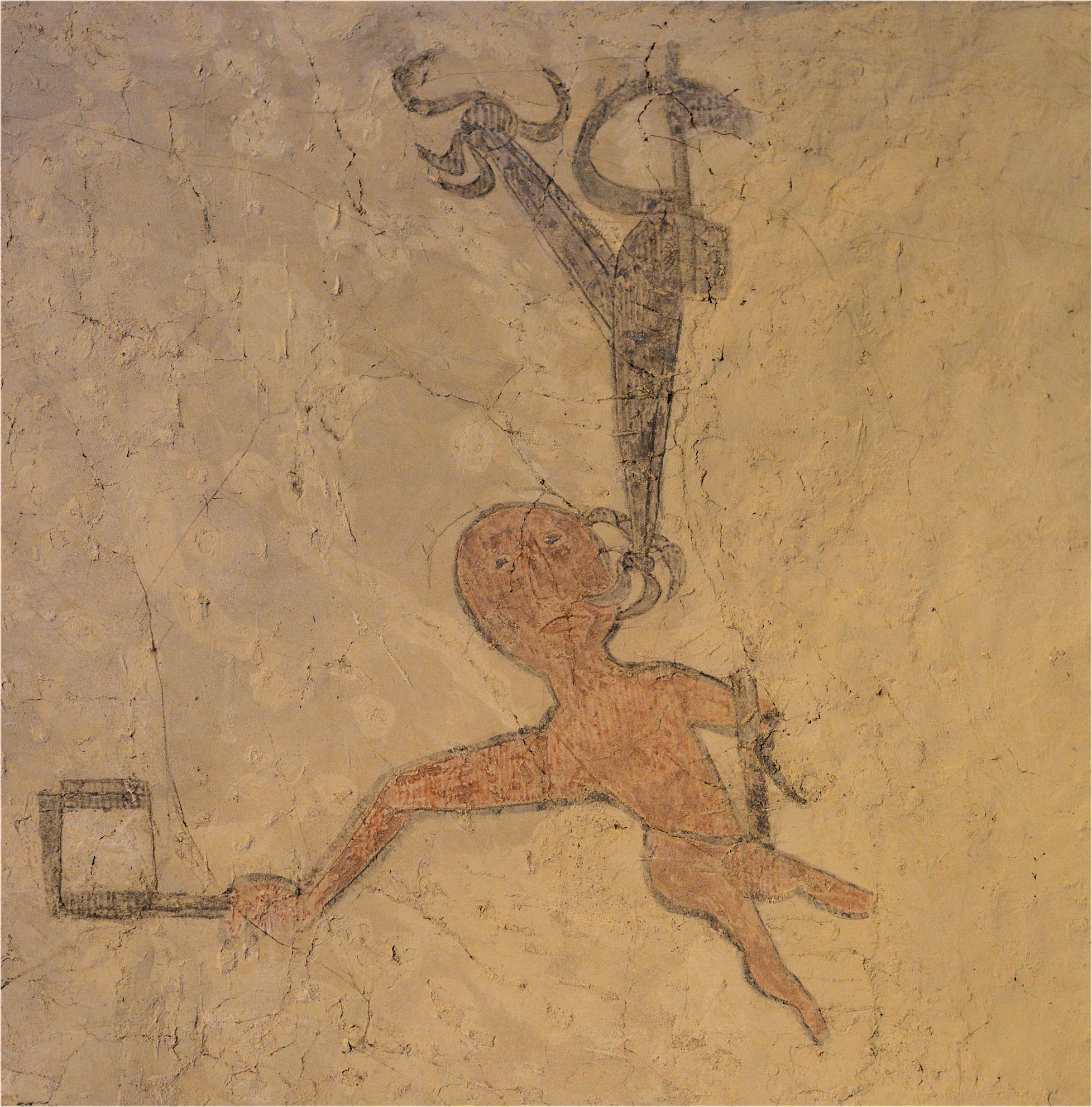
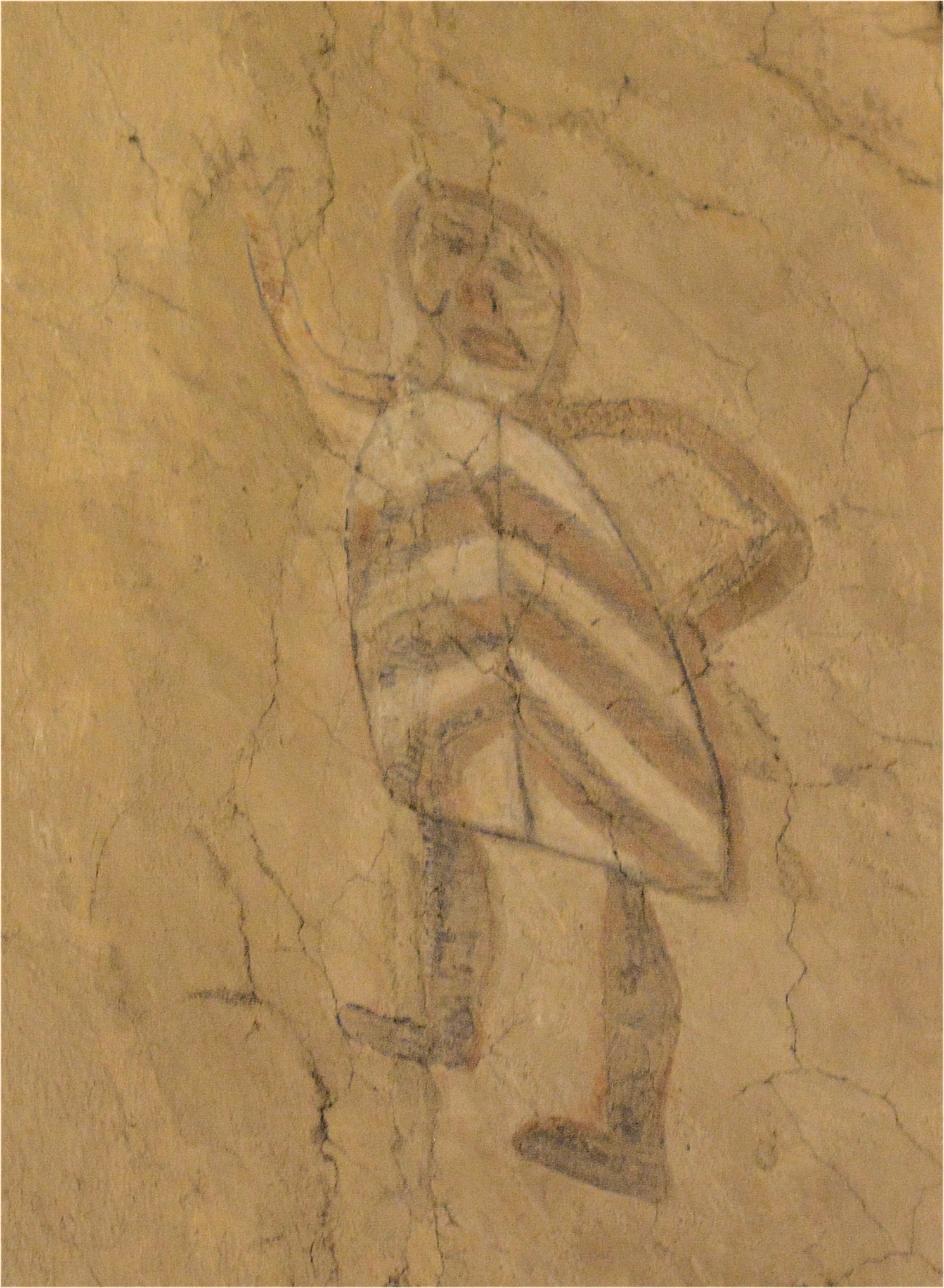
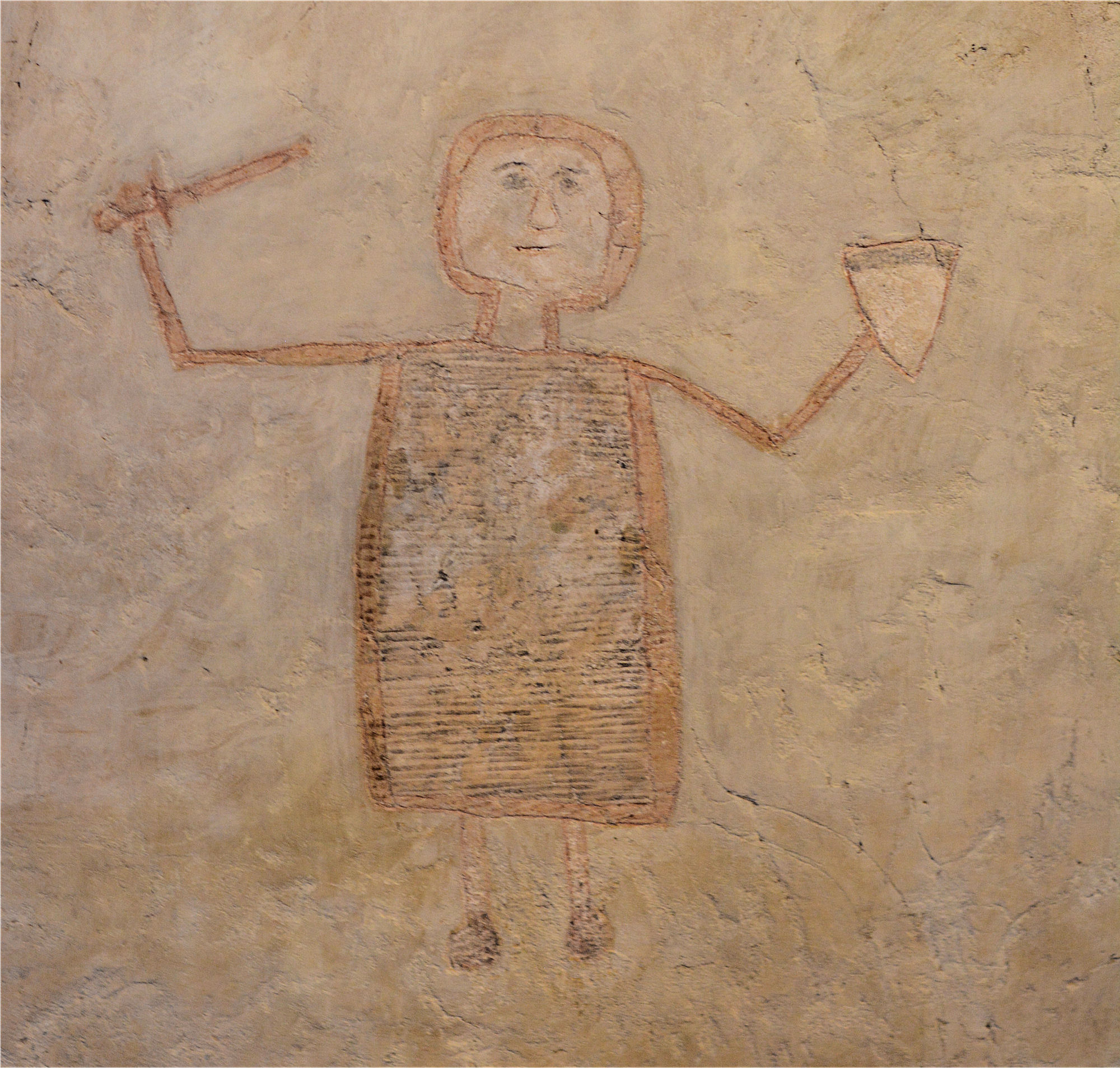
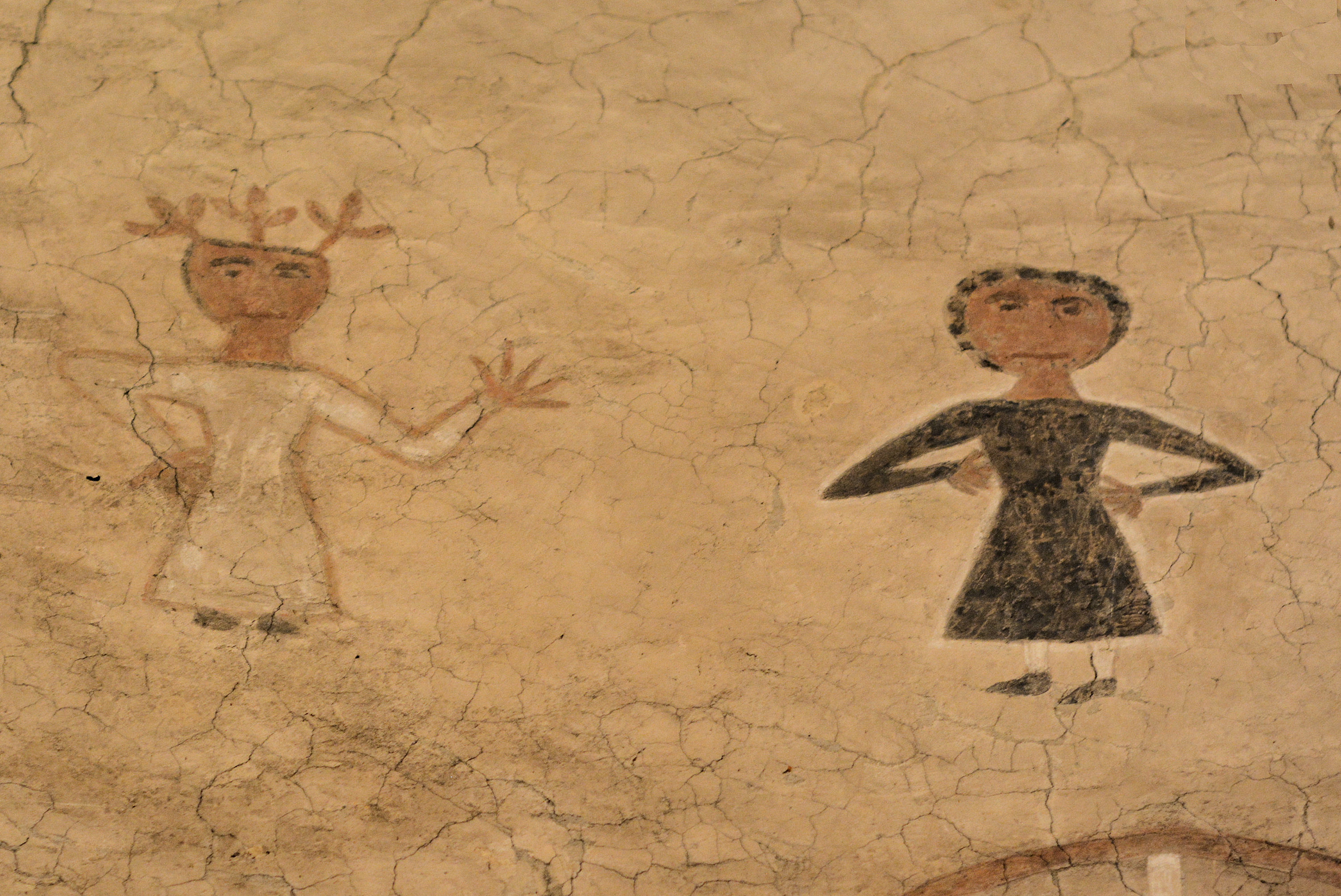
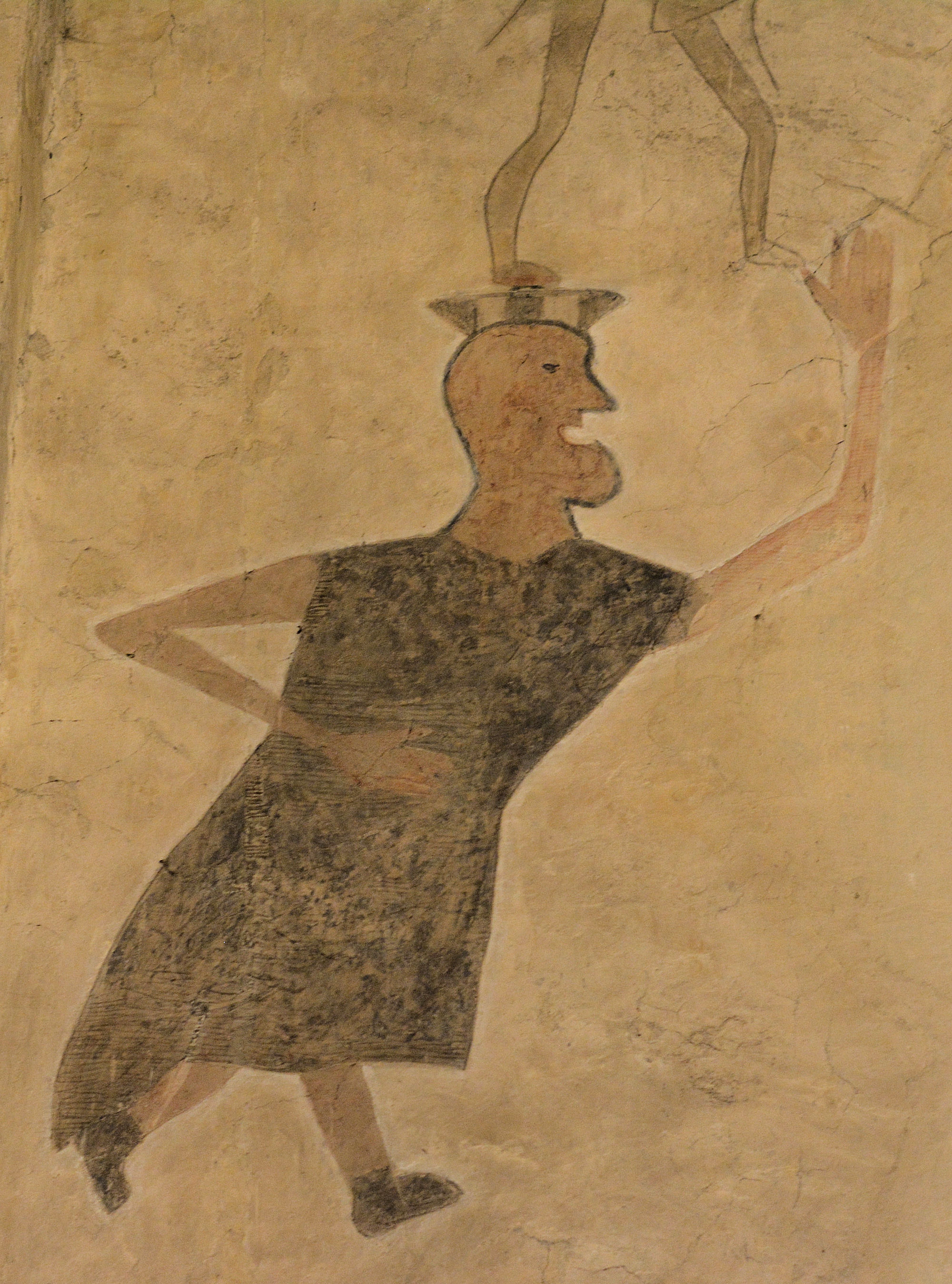
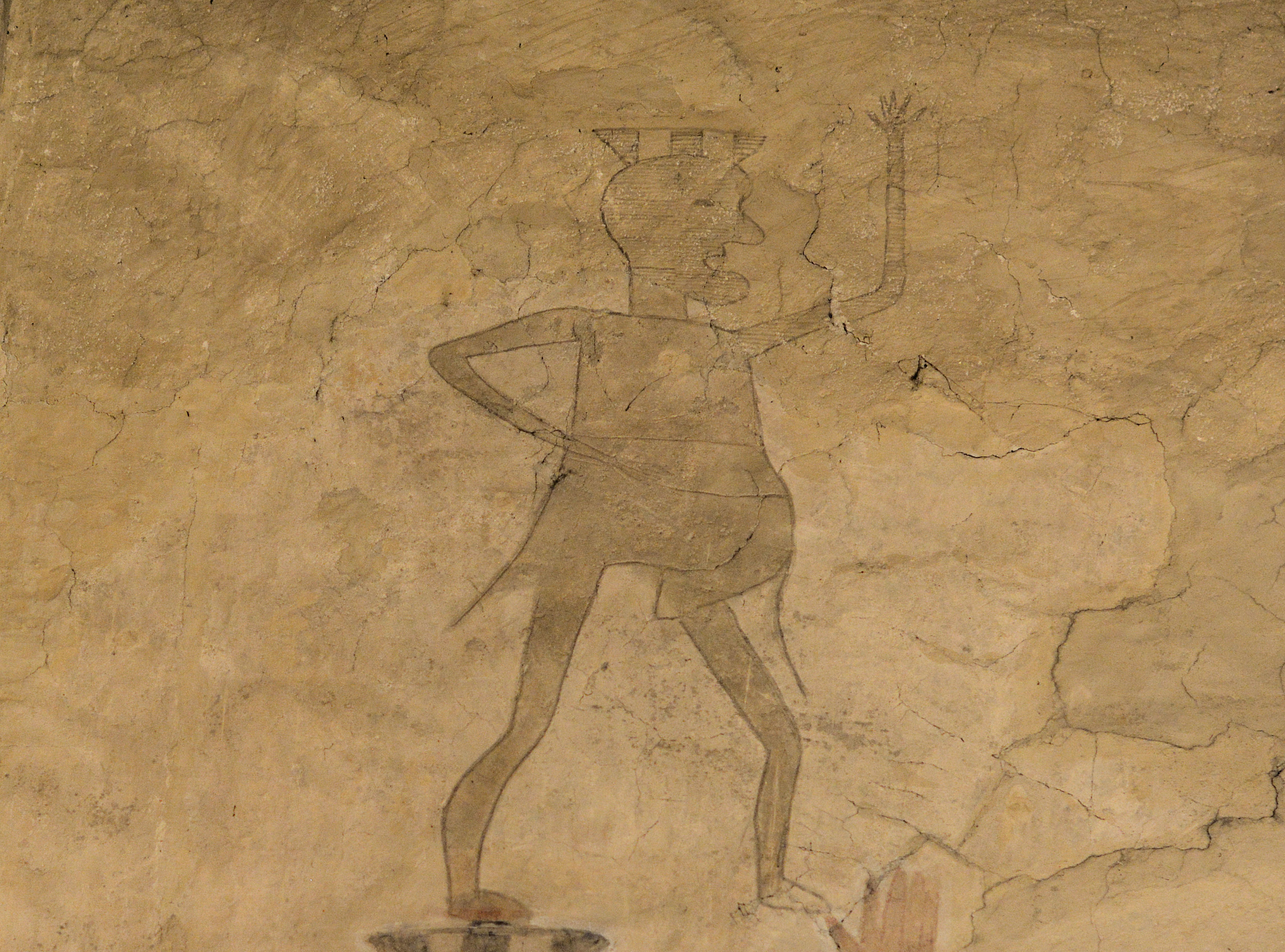
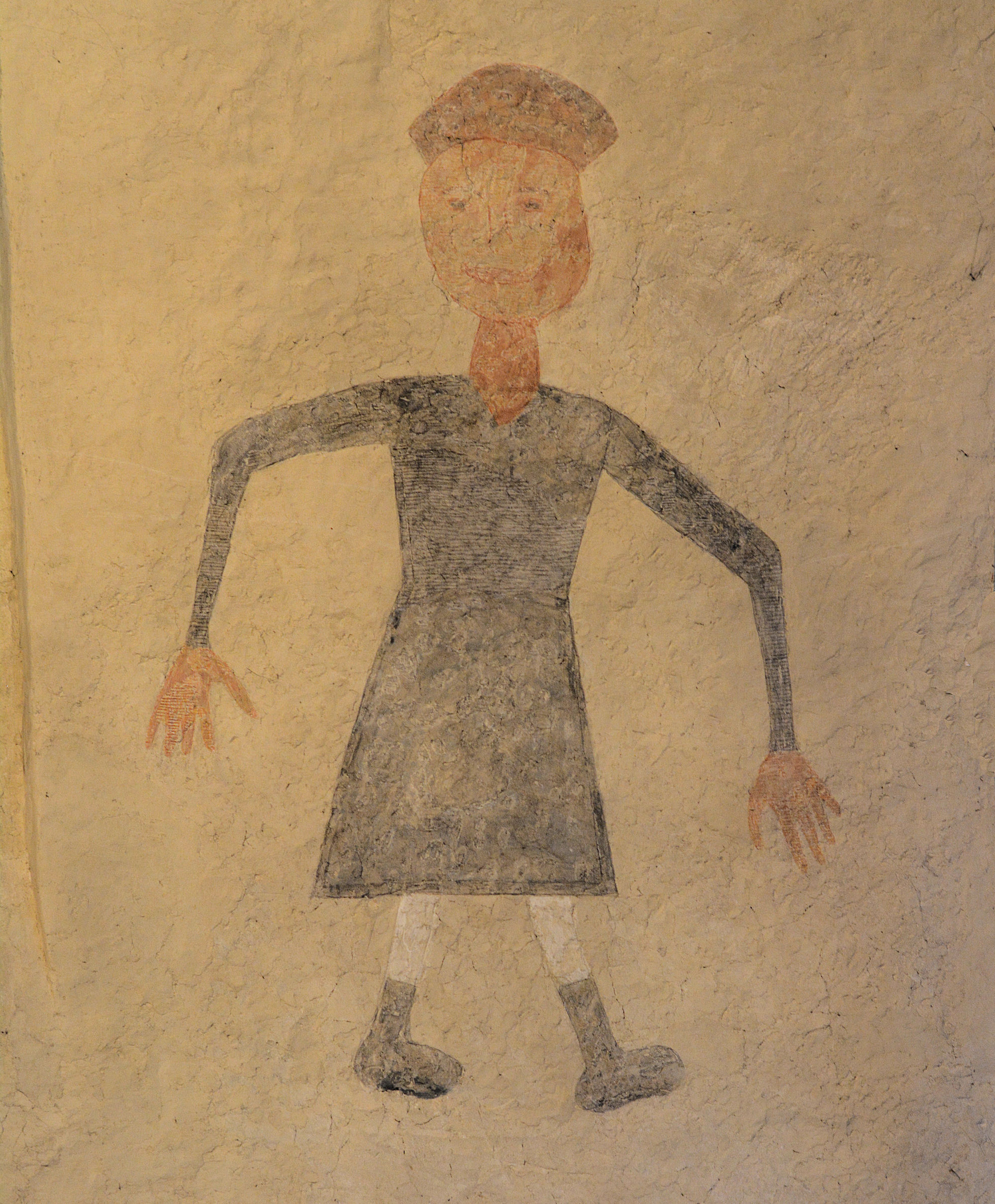
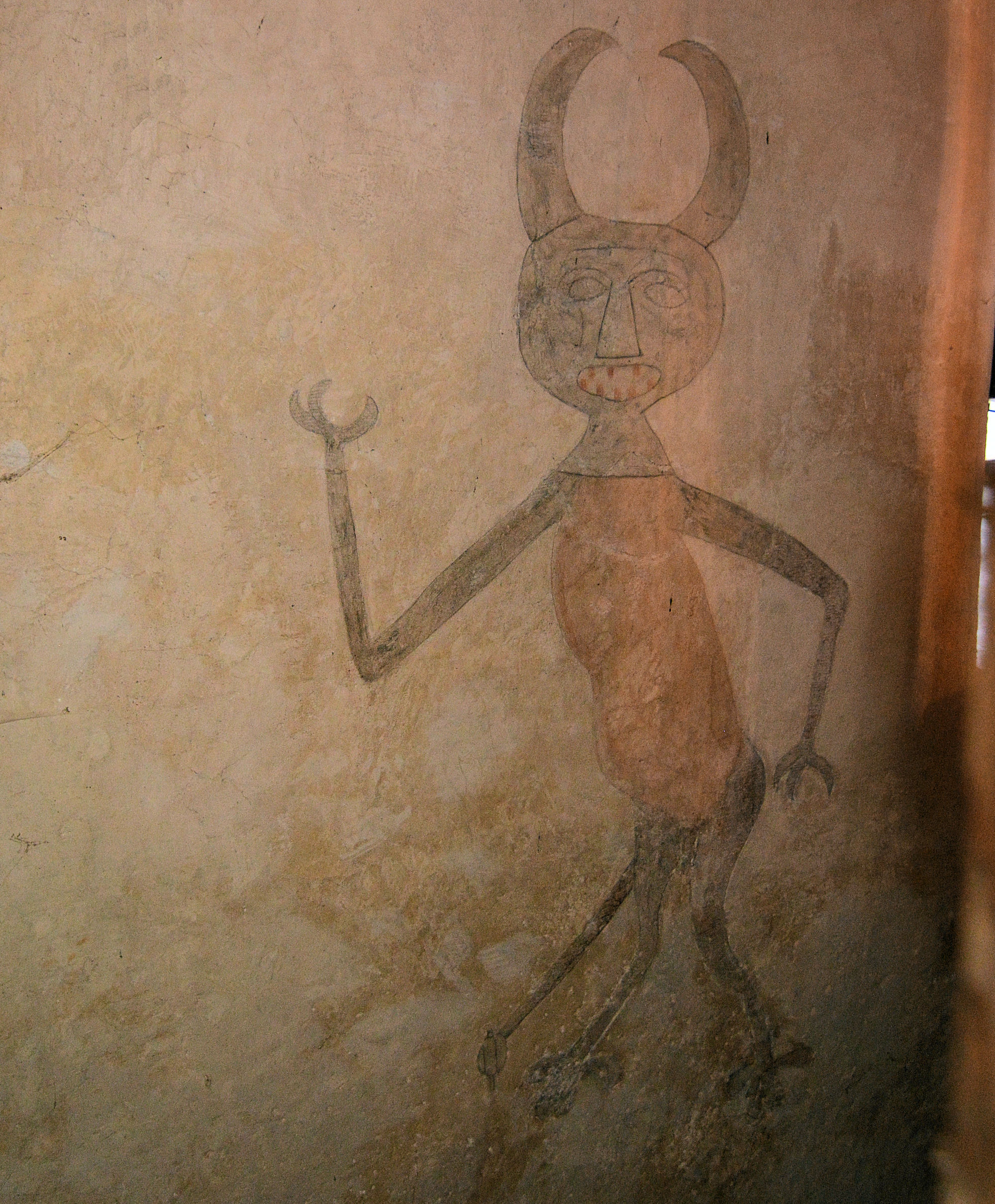
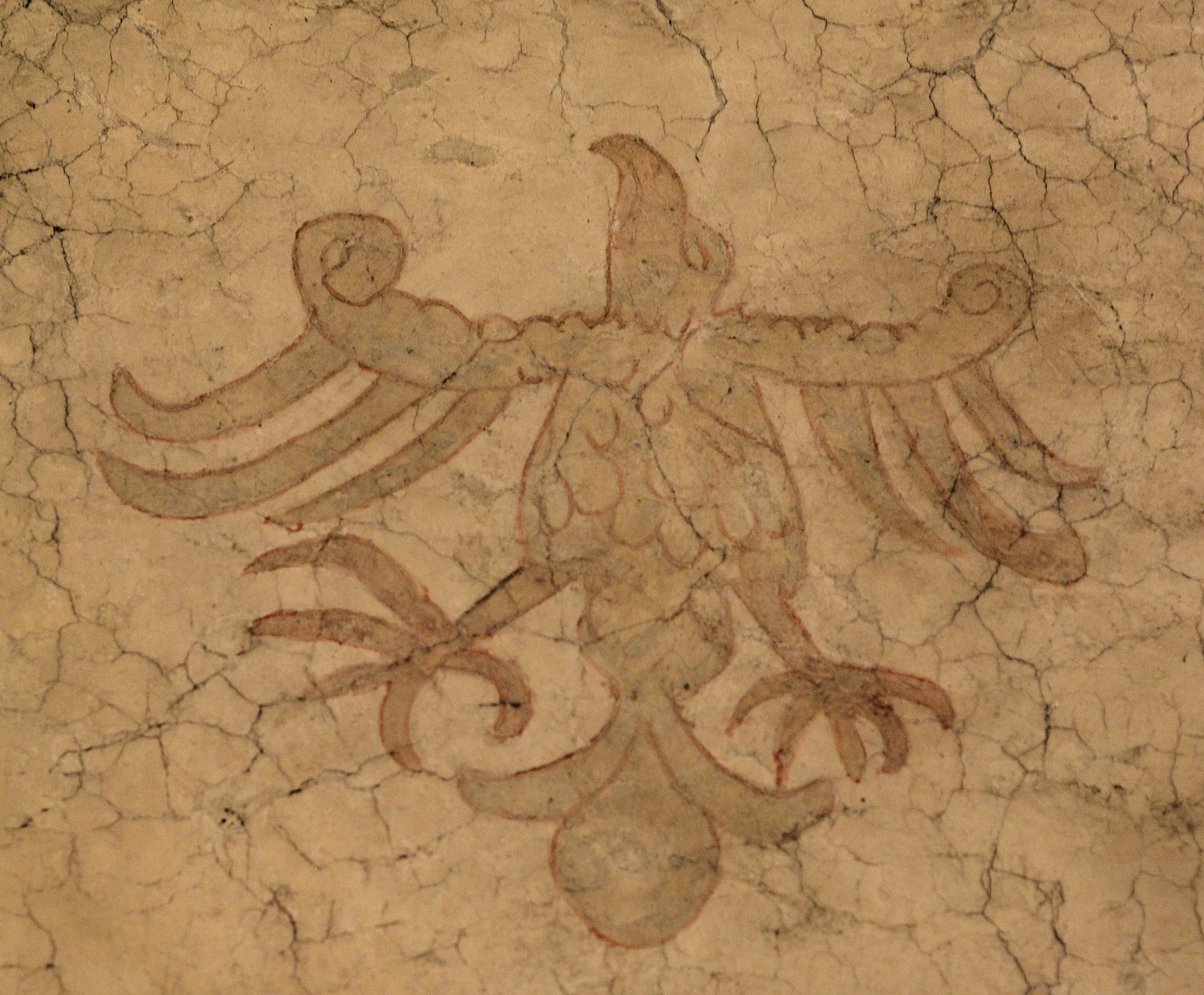
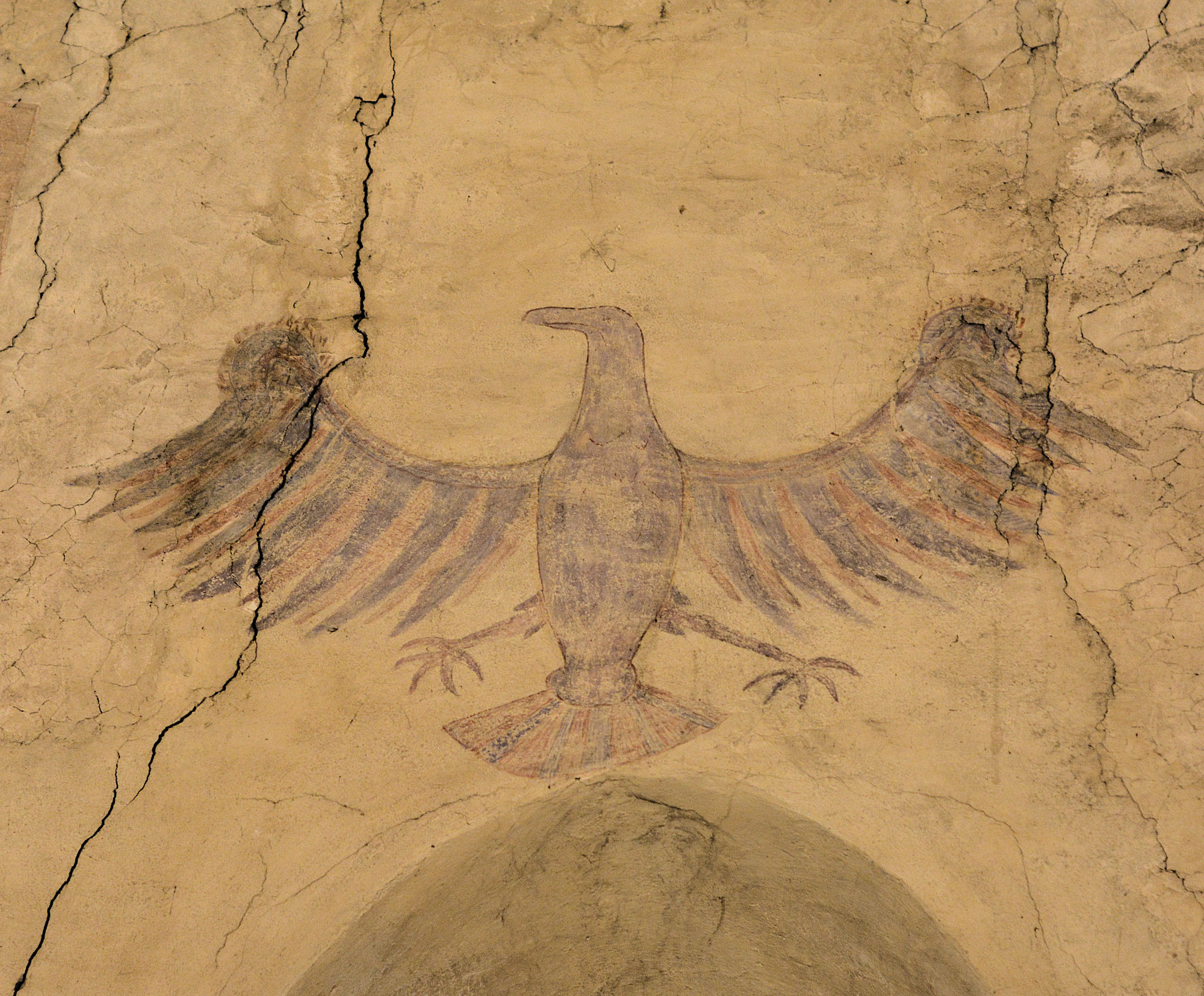
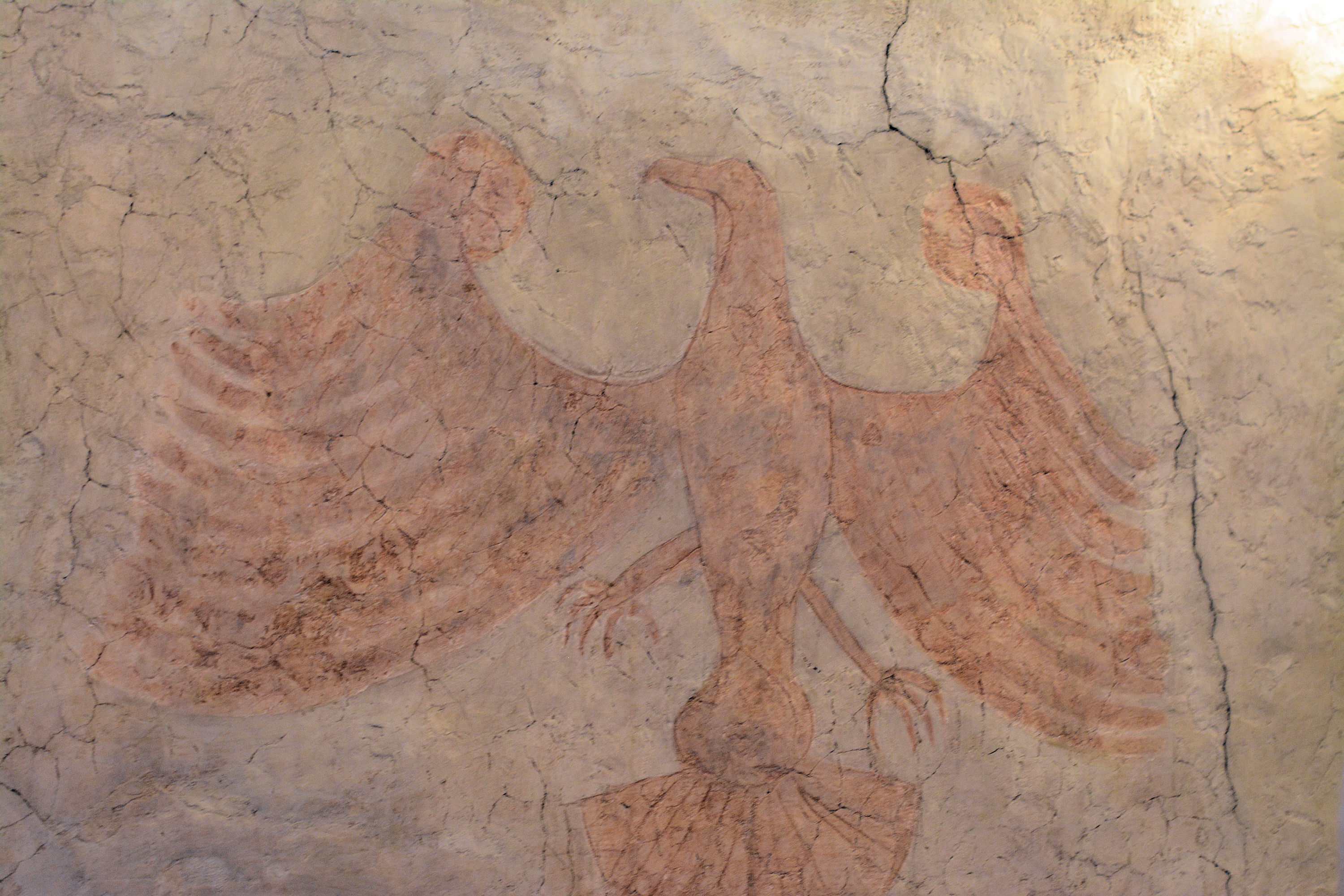